# سالي (أدرار)
سالي، بلدية من بلديات دائرة رقان بولاية أدرار الجزائرية. تقع جنوب مقر الولاية تبعد مسافة 110 كلم.  

## نبذة
أنشئت بلدية سالي بموجب القانون رقم: 09/84 المؤرخ في 04/02/1984 ومقرها باب الله. تقع البلدية جنوب الولاية، يحدها شرقاً بلدية تمقطن وغرباً بلدية أم العسل ومن الشمال بلدية أنزجمير وجنوباً بلدية رقان.

## منطقة سالي الاصل والمنشأ
سالي: هو الاسم الدّال على إحدى المقاطعات الرئيسية المشكِّلة لإقليم توات الوسطى التاريخي، أمّا اليومَ فإنّ هذا الاسم يُحيلنا إلى إحدى بلديات ولاية أدرار الجزائرية، الواقعة جنوبيّها على مسافة 110 كلم. وقد شغلَ مجالَها الجغرافيَّ عبرَ العصور المتعاقبة تجمّعاتٌ سكانيةٌ منظمة، تجسّدت في القصور والقصبات المتباينة، المحاطة بواحات النخيل. وحسب الشيخ المرحوم باي بلعالم فإن لفظ "سالي" أمازيغيٌّ يعني "عِلاق الراحلة" بالعربية، مستدلًّا بالمنطوق الأمازيغي لـ "أسالي" والتي تعني العلاق عموماً، سواء كان للراحلة أو لغيرها، وهو توجُّه منطقي بحكم الأصول الأمازيغية الأولى لمسميات معظم القصور التواتية المجاورة لسالي. إلا أنّ هناك من يركُنُ إلى أنّ الاسمَ عربيٌّ مشتق من السلوّ (فعل سَلَا)، أو من السيلان (فعل سَالَ). وهذا الشيخ باي ــ نفسه ــ يشير إلى معنى السلوِّ في اسم "سالي" في مرثيةِ شيخِه سيدي مولاي أحمد الطاهري الإدريسي قائلاً:
لقد داهمَ الخطبُ العظيمُ تواتنا
فلمْ يَسْلُ سَالِي حينَ سالَتْ دموعُه
في يومِ أتَى نعيُ السِّباعي بِوحشتِي
ورقَّـــانُ قد رقَّ قلبُهُ للمصيبةِ
أما مرجعيةُ الاسم من السيلان (أو وادٍ يسيل من الشرق) فهي غير مؤكّدة، إذْ أنَّ الوادي الرئيسَ الذي يحاذي قصور منطقة سالي غرباً هو وادي مسعود الرأسي، الذي يعتبر امتدادا لواد الساورة الوافد من جهة الشمال، الناتج بدوره من مجمع واديين كبيرين هما: واد قير وواد زوزفانة. وقد حدث أن غمرت مياه وادِ مسعود قصور سالي في مواسمَ بعينها، أشهرها كان في خريف سنة 1709م/1121ه. بينما يطلُّ على منطقة سالي من الجهة الشرقية الأفقية واد قاريت ــ وليس واد سيل ــ الأقل أهمية من واد مسعود المذكور.

## محطّات معلمية في تعمير سالي
نَّ إشكالية تعمير منطقة سالي جزءٌ من تباين الرؤى حول تعمير إقليم توات قاطبة، رغم أنّ الأرجح بالنسبة لتوات هو عراقة قبائل زناتة الأمازيغية التي اختطّت معظم قصور الإقليم، وتقلَّبت في رمالِه وعمّرت فَيافِيه، ثمّ أعقبتها قبائلُ بني معقل العربية التي ساهمت في تعريبه وصَهْرِ ساكِنته في بوتقة واحدة. وعليه لا يمكن الحديث عن الاستيطان التام لمجموعةٍ قبلية بعينِها بمنطقة سالي، في ظلّ المؤثرات الأمنية والسياسية التي شهدها إقليمُ توات عامة، واختلاف الظعن والإقامة دورياً، وعمليات الزحزحة المفروضة من طرف بعض المكوِّنات القبلية المتغلِّبة على هذا المجال الجغرافي. تشير بعض المصادر إلى فترات تاريخية محورية ميَّزت طبيعة ومرجعية الاستيطان القبَلي بمنطقة سالي، بدايةً من القرن 08م/02هـ. فقد توافدت على هذه المنطقة أعداد هائلة من القبائل العربية الأصل وشرعت في تأسيس القُرى والقصور، وحفر عشرات الفقارات للسقي نهايةَ القرن 10م/04هـ. وفي سنة 1040م/432هـ توافدت أعداد كبيرة من برامكة العراق والشام على المغرب الأوسط، واستقرّوا في قصور توات الحنة، خاصة بوعلي ثم سالي لاحقاً. وفي سنة 1068م/460هـ استقبلت منطقة سالي هجرات كبيرة من قبيلة "أولاد غنوم"، بعد استقرار بعضهم في تيمي (أولاد أحمد) وفنوغيل. وفي سنة 1591م/999هـ وصلت أعداد من أفراد قبيلة "أولاد حنّاش" إلى سالي، قادمين من وادي ريغ، واستقرَّ جلُّهم بقصر المنصور. وفي سنة 1608م/1016هـ توافدَ "دوي بلال" أو "أولاد بلال" على منطقة باحو. وفي منتصف القرن 17م/11هـ اشتهر "المولى علي الشريف" بسالي، وشرعَ في تأسيس بعض القصور مع ولديه "سيدي محمد" و"مولاي عبد الرحمن"، وهي القصور أو القصبات التي حملت أسماء بعض أحفاده، بفضل تعميرهم إيّاها. وفي سنة 1883م/1300هـ قدمَ إلى سالي بعض "المداغرة" من جهة الجنوب (نواحي أزواد).

## قصورُ سالي.... قصبات وواحات
تتوزّع قصور سالي على كتلتين متمايزتين جغرافياً: كتلة قصورية متباينة عن المجموع الرئيس، تشمل من الجنوب نحو الشمال تباعاً: زاوية الحشف، المستور، باحو أو "أولاد باحو" (وهو القصر القديم في الكتلة)، وغربيّه ميمون، برّيش، وغربيّه قصبة الحاج مبارك (أو برّيش التحتاني)، تينورت. قصور الكتلة المتقاربة، وهي اثنا عشر قصراً، لا يفصل بين القصر والقصر إلا بعض الجنان (البساتين)، وهي: قصر المنصور (القديم العامر)، قصر برماتة، قصبة الجنة، قصبة أولاد النجار، قصبة أولاد مولاي علي، قصبة أبّابلة أو قصبة القايد (المتفرِّعة عن قصر المحارزة أو أولاد مولاي محرز)، قصر المحارزة (نسبة إلى مولاي محرز بن سيدي محمد بن مولاي علي الشريف، وليس إلى قبيلة المحارزة العربية الشهيرة)، قصر العلوشية، قصبة سيدي الشريف (أو قصبة بني هاشم)، قصر مولاي عبد الواحد، أتزيرية، قصر مولاي العربي (آخر القصور جهةَ الشمال الغربي). وعليه فالقصور أو القصبات السالوية نوعان: قديمة (بأسمائها الحالية على الأقل)، على غرار المنصور وباحو وبريش وتينورت وزاوية الحشف، وأخرى محدثة حملَ بعضُها أسماءَ مؤسِّسي قصباتها من أحفاد "مولاي علي الشريف" فظهرت ــ نتاجاً لذلك ــ قصبة أولاد مولاي علي، قصبة أولاد مولاي عبد الواحد، قصبة سيد الشريف، قصبة أولاد مولاي عبد الكريم (بالعلوشية).... تأثَّرت منطقة سالي بفتنة "يحمد وسفيان" الطاغية على المجال التواتي خلال القرن 19م/13هــ، وعليه انضمت بعضُ قصورها إلى صفّ يحمد (بمعيةِ قصور: إينغر، أنزجمير، فنوغيل، تاسفاوت، الهبلة، أولاد سعيد، زاوية الدباغ وغيرها)، وبعضُها إلى صفّ سفيان (بمعيةِ قصور: تينولاف، غرميانو، اعباني، تمنطيط، بودة، برينكان، طلمين، تيميمون وغيرها). وحرب "يحمد وسفيان" كانت فتنةً مفتعَلة مُغذاةً من خارج توات، حاولت ــ بسذاجة ــ محاكاة الصراع الدائر مطلعَ الدعوة الإسلامية بين أنصار النبي أحمد ــ صلى الله عليه وسلم ــ وأتباع أبي سفيان (قبل إسلامه). يقول عنها البكري التمنطيطي في درة الأقلام: ".... والعجب كلّ العجب أن تجد بلدين مختلطي النخيل والمرافق بحيث يسمع كل واحد نداء مؤذِّن الآخر، ويتعصَّب واحد لفئة يحمد والآخر لفئة سفيان. والأعجب منه يجتمع الشخصان لم يرَ أحدٌ منهما الآخر قط، فإذا أخبره أنه من فئة سفيان كرهه أشدَّ الكراهة حيث كان هو من فئة يحمد، ولعَمْري إنّ ذلك لعداوةٌ شيطانية ونار ظلمانية". ونجد في المأثور الشفهي المحلي بعض الأمثلة الدالة على ذلك الدور الأمني الذي اضطلعت به بعض قصور سالي، من قَبيل: "برد الليالي ولا رجال سالي"، وغيرها من الأمثال الفخرية، وصيَغ الرقصات الشعبية.

## مكافحون وعلماءُ من ذاكرة سالي
إثرَ سقوط مدينة عين صالح في أيدي المحتلين الفرنسيين واستشهاد العشرات من أهلها وأهل توات في معركة الدغامشة بزعامة مولاي عبد الله الرقاني في يناير 1900م/رمضان 1317هـ، لبّى مجاهدون من منطقة سالي نداء سكان إقليم تيدكلت لصدِّ الزحف الفرنسي، وشاركوا بفاعلية في معركة إينغر (أو عين غار) في مارس 1900م/ذي القعدة 1317هـ، رفقة المجاهدين من أولف ورقان وتسابيت (الهبلة) وتيميمون. لقد نالَ معظمُ المجاهدين من سالي شرفَ الشهادة تحت نيران المدفعية الفرنسية الحاقدة في موقعة إينغر، على غرار: عبد الله بن أحمد بن الشريف، عبد الرزاق صاليح، عبد الرحمن مومن، مبارك سويلم، سيدي هيبة بن أحمد ديدي، عبد الكريم بن محمد ديدي، عمار باديدي القايمي، باعمار اباهدي مهداوي، محمد الشريف باسيدي بن الشريف، باحمو بن أحمد بن الشريف، عبد الجبار بن السي محمد، باعلي بن قدور حنطاوي، مولاي أحمد النويفة، باعلال الشريف بابا، بابلا بن محمد بايا، دادا قدور بن مبارك، بادحو بن عبد الفضيل دحاوي، بابلا سيدي بن عبد الرحمن القايمي، قدور بن حاج أحمد دحاوي، بامحمد بن البركة حمو علال، الحاج عثمان كندا، باكروم بن عمر لكبير، محمد بن علال حمو علال، باحسين بن عمار، عبد الرحمن بن عبد الكريم ديدي، امحمد بن محمد، هيبة بن امحمد ديدي، محمد بن الحسن ديدي، عبد الله بن الحسن ديدي، مولاي بلغيت بن امحمد ديدي، عبد القادر بن البركة قصباوي، محمد بن علال لكبير، العربي محمد بن عمار القايمي، المهدي بن علال ديدي، مولاي أحمد الساهلي ديدي، عمار بن سيد البركة حمو علال، مولاي أحمد بن باهدي.... وغيرهم ممَّن لم تحفظ المصادر أسماءهم. ومن المواقف "الطريفة" الدالة على حماسةِ المقاومين من سالي وجرأتِهم، وإصرارهم على مجابهة المستدمِر الفرنسي في تلك الواقعة، ما تحفظه المصادر الشفهية مِن أنَّ أحد المتطوعين أصرَّ على الخروج مع المجاهدين رغم ضعف بصرِه وكِبر سنِّه، ولما حاول المقاومون منعَه من صُحبتِهم حملَ بندقيتَه، وتحدّاهم قائلاً بلسانٍ دارجٍ معبِّر: "أنا الخروج اللّا خارج، والمكحلة اللّا مادها.... يا فيهم يا فيكم"! وهي مقولة ــ رغم طُرفتها وغرابتها ــ تنمُّ عن عظيمِ تحدٍّ وإصرار، وسيادةِ إقدامٍ على الجهاد. وفي فترة الحرب العالمية الثانية سطعَ نجمُ الشيخ مولاي أحمد الطاهري الإدريسي في منطقة سالي، وأسّس بدعمٍ من أعيان سالي الموسِرين (خاصةً من آل السيحمو وآل الحبيب) مدرسة قرآنية حرة عتيقة عامَ 1944م/1363هـ بقصر العلوشية، لمجابهة التجهيل والتنصير، وبثِّ الوعي والإدراك الوطنيين. لم يكتفِ الشيخ بمهامه القاعدية في ترسيخ الروح الجهادية ومقوّمات الهُوية الوطنية، بل ساهم مادياً ومعنوياً في دعم الثورة التحريرية، فمِن ذلك اتّصالاته الواسعة بالمجاهدين، الذين اتّخذوه مرجعاً لهم في القضايا والمسائل التي يحتاجون فيها إلى التبيان الشرعي والحكم الديني، بل منهم من كانوا يمكثـون عنده في المدرسة الليالي ذوات العدد تحت غطاء الزيارة، ولكنهم في حقيقة الأمر كانوا يتعلمون منه أحكام الجهاد وما يتعلق به كمعاملة الأسرى ونحوه. وقد أبلى الشيخ مولاي أحمد الطاهري بلاءً حسناً في صدِّ المخطط الاستعماري الفرنسي الرامي إلى فصل الصحراء الجزائرية عن الشمال، وتمكّن من إبطال حيلة الأرواني قاضي تمبوكتو، الذي جلبه الفرنسيون إلى توات لأجل تحقيق ذلك المسعى. ألَّف الشيخ مولاي أحمد الطاهري في السطور كما في الصدور، فخلَّف العديد من التصانيف، وتخرّج من مدرسته العريقة الرائدة بتوات مئاتُ الطلبة الأفذاذ، منهم: الشيخ سيد الحبيب بن لحبيب، الشيخ باي بلعالم، مولاي عمر الدهبي، السي محمد الرقاني، مولاي عبد الكريم حساني، الحاج المختار بوسعيد، الطالب عبد الخالق عقيد، الحاج عبد الرحمن حفصي، الحاج الحسن التنلاني، الحاج محمد البوحامدي، الحاج مامو القُراري، الحاج عبد القادر بن سيدي سالم المغيلي، الحاج عبد الكريم لحبيب، الحاج الحسن بابا، الحاج محمد حرمة، الحاج امحمد الكنتي، الصالح بن الطالب، وغيرهم من المتقدمين والمتأخرين. ولا تزال هذه المدرسة العريقة رمزَ فخرٍ لمنطقة سالي، بتوجيهٍ من خليفة الشيخ ابنِه مولاي عبد الله الطاهري. لم تتخلَّف منطقة سالي عن دعم الثورة الجزائرية إثرَ اندلاعها، فانبرى لحملِ لواء الجهاد باسمِها عشراتُ المجاهدين، انخرط بعضهم في صفوف الجبهة الشرقية للثورة التحريرية، وآخرون في صفوف الجبهة الجنوبية بعد تأسيسها مطلعَ سنة 1960م/1379هـ، منهم على سبيل الذكر لا الحصر: العربي موساوي، محمد لولاد، امحمد لولاد، مولاي المهدي بن السيحمو، مولاي عبد الله بن السيحمو، محمد بن السيحمو، بعمر (الجندي)، الطيب لمحرزي، صالح عبيداوي، الحاج جبابري، أحمد أوحالة، بوجمعة باعلي، مبارك بلالا. وممَّن نالوا شرف الشهادة في صفوف جيش التحرير الوطني بمنطقة سالي البطل: مولاي ناجم القايمي، الذي خلَّد النصبُ التذكاري المقامُ حالياً اسمَه، إضافةً إلى استشهاد آخرين ممّن لم ينضووا تحت إحصاءات جيش التحرير الوطني وقوائمِه.   كما أنّ المجاهد مولاي المهدي بن السيحمو ــ بمعيةِ إخوانه ــ كان قد وقف موقفاً لافتاً في دعم الجبهة الجنوبية للثورة التحريرية مادياً ومعنوياً، حيث عمل على إنشاء مركزين أحدهما للقيادة وثانيهما للتدريب في قصر العلوشية بسالي. ويُحسبُ لهذا المركز العسكري ــ الذي لا زالت آثاره قائمة ــ قدرتُه على التعبئة والتكوين، فقد تمكّن هذا المركز من تدريب خمس دفعات، أرسِلت إلى: أدرار، عين صالح، تمنراست ومالي، كما استقبل المجاهدين: أحمد دراية، عبد الله بلهوشات، أحمد سبقاق، محمد الشريف مساعدية. وكان للساريةِ المهيّأة في وسطِه شرفُ رفع أوائل الرايات الوطنية المرفرِفة في سماء جزائر السيادة والاستقلال.
كما كانت للبلدية اسهامات في الثورة التحررية حيث كانت منطقة عبور واسناد للمجاهدين القادمين من خارج الوطن .

## قصور
من قصورها: المستور، زاوية الحشف، باحو، بريش، تينورت، ميمون، بريش التحتاني
و12 قصر بمقر البلدية وهي
- قصر مولاي العربي
- قصر الجديد
- قصر مولاي عبد الواحد
- قصر سيدي الشريف
- قصر العلوشية
- قصر المحارزة
- قصبة باب الله
- قصبة النجار
- قصبة الجنة
- قصر المنصور
- قصر برماتة
- قصبة مولاي علي

## اقتصاد
تعتمد على الفلاحة، السكنات من النوع الترابي الطيني، رغم احتواها على مواقع بترولية وغازية.
تحتوي سالي حاليا على منشآت إقتصادية هامة مما أسهم في اختيارها لإنشاء مصنع غاز ضخم و هام.

## مرافق
الموارد التربوية تحوي ثانوية وثلاثة متوسطات.